# Saison cyclonique 2021-2022 dans l'océan Indien sud-ouest
La saison cyclonique 2021-2022 dans l'océan Indien sud-ouest s'étend officiellement du 15 novembre 2021 au 30 avril 2022, à l'exception de l'île Maurice et des Seychelles, dont la saison se termine le 15 mai 2022. Ces dates délimitent traditionnellement la période de l'année durant laquelle la plupart des cyclones tropicaux et subtropicaux se forment dans le bassin qui est à l'ouest de 90° E et au sud de l'équateur. La formation de cyclones dans ce bassin est surveillée par le Centre météorologique régional spécialisé de La Réunion.
La saison a débuté tardivement, la tempête tropicale Ana ne se formant qu'après la mi-janvier 2022. La pluie de cette faible tempête a fait 88 morts à Madagascar, au Malawi et au Mozambique, ouvrant une saison particulièrement meurtrière. Madagascar fut particulièrement frappé par un nombre exceptionnel de cyclones tropicaux avec Ana, Batsirai, Emnati, Dumanko, Gombe et Jasmine. Ceci est dû à la persistance d'une crête subtropicale donnant une trajectoire en général plein Ouest depuis le bassin principal de l'océan Indien. On a dénombré plus de 300 victimes à Madagascar durant la saison. Cependant, le plus grand nombre de décès, avec au moins 450, est dû aux pluies torrentielles d'une dépression coupée au KwaZulu-Natal, Afrique du Sud, du 8 au 13 avril qui a terminé sa vie en dépression subtropicale nommée Issa. La saison s'est terminée le 7 mai avec la tempête Karim traversant dans le secteur surveillé par le Bureau of Meteorology australien.

## Nom des tempêtes
Au sein de l'océan Indien sud-ouest, les dépressions tropicales et les dépressions subtropicales pour lesquelles est mesuré un vent soutenu sur 10 minutes de 65 km/h par le Centre météorologique régional spécialisé cyclones de La Réunion (CMRS) reçoivent généralement un identifiant. Les Centres consultatifs sous-régionaux de cyclones tropicaux à Maurice et à Madagascar nomment les systèmes plus intenses. Le centre de Maurice nomme les systèmes qui s'intensifient en tempête tropicale modérée entre 55 et 90 ° E. Entre 30 et 55 ° E, c'est le centre de Madagascar qui attribue un nom.
À partir de la saison 2016-2017, les listes de noms dans le sud-ouest de l'océan Indien font l'objet d'une rotation triennale. Les noms de tempête ne sont utilisés qu'une seule fois, donc tout nom de tempête utilisé cette année sera supprimé de la rotation et remplacé par un nouveau nom pour la saison 2024–25. Les noms non utilisés devraient être réutilisés dans la liste pour la saison 2024-2025. Tous les noms utilisés pendant la saison 2018-19 ont ainsi été remplacés.
| TTM | Ana      |
| CTI | Batsirai |
| TTM | Cliff    |
| TTM | Dumako   |
| CTI | Emnati   |
| TTM | Fezile   |

| CTI   | Gombe   |
| CTI   | Halima  |
| DsubT | Issa    |
| FTT   | Jasmine |
| FTT   | Karim   |
| Inc.  | Letlama |

| Inc. | Maipelo |
| Inc. | Njazi   |
| Inc. | Oscar   |
| Inc. | Pamela  |
| Inc. | Quentin |

| Inc. | Rajab   |
| Inc. | Savana  |
| Inc. | Themba  |
| Inc. | Uyapo   |
| Inc. | Viviane |

| Inc. | Walter  |
| Inc. | Xanguy  |
| Inc. | Yemurai |
| Inc. | Zanelé  |

## Déroulement de la saison
La première tempête de la saison, la tempête tropicale modérée Ana, a débuté comme une perturbation le 20 janvier 2022. Il s'agit du départ de saison le plus tardif dans les annales dans le sud-ouest de l'océan Indien,. La deuxième et la plus intense tempête de la saison, le cyclone Batsirai, s'est formé le 24 janvier et a perduré jusqu'au 8 février. Le système, venu de l'ouest, a atteint l'équivalent d'un ouragan de catégorie 4 dans l'échelle de Saffir-Simpson avant de toucher Madagascar à la catégorie 3 le 5 février.
Alors même que Batsirai ravageait l'île, la tempête tropicale modérée Cliff se formait et restait au large sans faire de dégâts. Février a aussi connu la tempête tropicale Dumako et le cyclone Emnati de catégorie 1 qui touchèrent Madagascar. Le même mois, la dépression tropicale Huit, la tempête tropicale modérée Fezile et le cyclone tropical intense Vernon (de catégorie 4 venant de la région australienne), ont vécu dans l'extrême Est du bassin sans faire de dégâts.
Mars a débuté par la tempête tropicale Gombe se formant au large de Madagascar. Frappant ce pays avant d'émerger dans le canal du Mozambique pour y devenir un cyclone équivalent d'un ouragan de catégorie 3, elle laissa au Mozambique de fortes pluies dans la même région frappée par Ana  en janvier. Ensuite, Halima s'est formée au nord-est du bassin le 21 mars et est devenue un cyclone tropical intense le 25 mars, avant de se dissiper le 1er avril sans jamais toucher de terres.
Le 12 avril, un complexe orageux dans l'est de l'Afrique du Sud s'est transformé en dépression subtropicale nommée Issa juste au large de la côte, un phénomène extrêmement rare dans cette région. Du 8 au 13 avril, les pluies de ce complexe ont causé des inondations catastrophiques et tué près de 450 personnes au KwaZulu-Natal, le système le plus meurtrier de la saison. Jasmine a suivi le 21 avril, touchant la province de Zambézie au large des côtes du Mozambique avant de s'intensifier rapidement en violente tempête tropicale qui a frappé le sud de Madagascar à Toliara puis de s'affaiblir rapidement en une dépression terrestre dissipée le 27 avril.
Début mai, la tempête modérée Karim s'est formée près de la frontière de la région australienne et y est entrée le 7 mai, y atteignant le seuil de forte tempête tropicale avant de décliner.

## Chronologie des événements
| Classifications des systèmes tropicaux sur le bassin | Classifications des systèmes tropicaux sur le bassin |
| Vent soutenu sur 10 minutes (nœuds)                  | Océan Indien sud-ouest Météo-France                  |
| ---------------------------------------------------- | ---------------------------------------------------- |
| <28                                                  | Perturbation tropicale                               |
| 28–33                                                | Dépression tropicale                                 |
| 34–47                                                | Tempête tropicale modérée                            |
| 48–63                                                | Forte Tempête tropicale                              |
| 64–89                                                | Cyclone tropical                                     |
| 90–114                                               | Cyclone tropical intense                             |
| 115 et plus                                          | Cyclone tropical très intense                        |

## Cyclones tropicaux

### Tempête tropicaleAna
À 7 h 30 UTC le 20 janvier, le Joint Typhoon Warning Center a commencé à surveiller une zone de convection, qu'il a désignée comme Invest 93S, à environ 700 km de l'île Maurice. À midi, le Centre météorologique régional spécialisé cyclones de La Réunion (CMRS) a observé une circulation fermée au nord-nord-ouest de Saint-Brandon. Tôt le lendemain, le JTWC a émis une alerte de formation de cyclone tropical pour Invest 93S alors que son centre dépressionnaire près de la surface devenait bien défini et à 12 h UTC, le CMRS l'a déclaré comme une zone de temps perturbé, ce qui en fait le premier système de la saison. Douze heures plus tard, le CMRS l'a réévalué en perturbation tropicale.
Développant des bandes de pluie incurvées distinctes, le système devient une dépression tropicale le 22 janvier et 8 et 9 h UTC, le centre du système passe entre Toamasina et l'île Sainte-Marie. Après avoir touché terre à Madagascar, le système s'est légèrement affaibli, bien que sa structure soit restée intacte et à 6 h UTC le lendemain, le CMRS l'a déclassé en perturbation tropicale après son entrée dans le canal du Mozambique. Six heures plus tard, le système est redevenu une dépression tropicale et après 15 h UTC le 23 janvier, le CMRS en a fait une tempête tropicale modérée et nommée Ana, la première tempête nommée de la saison.
Ana a maintenu son intensité et à 8 h UTC le 24 janvier, lorsqu'elle a touché terre près du sud d'Angoche, au Mozambique. Le système s'est ensuite déplacé vers l'ouest, traversant le sud du Malawi et le nord du Zimbabwe . À midi le 25 janvier, il est devenu une dépression résiduelle à la frontière entre le Zimbabwe et la Zambie puis s'est ensuite déplacé vers l'Angola avant de se dissiper le 30 janvier près de la Namibie.
Malgré sa faible intensité, Ana a provoqué des inondations dévastatrices à Madagascar, au Malawi et au Mozambique, tuant 88 personnes. Comme dépression tropicale, Ana à traversé le nord de Madagascar, produisant de fortes pluies qui ont entraîné des glissements de terrain et des inondations faisant 48 morts. On estime que 55 000 personnes se sont retrouvées sans abri et 130 000 ont été contraintes de fuir vers des refuges,. Au Mozambique, au moins vingt personnes sont mortes, 10 000 maisons ont été détruites et 20 000 autres ont été touchées par le cyclone,. Au Malawi, 200 000 personnes ont été déplacées et vingt décès ont été signalés. Des inondations catastrophiques ont causé de graves dommages aux infrastructures et aux lignes électriques, ce qui a entraîné d'importantes coupures de courant, principalement dans la zone touchée. Le barrage hydroélectrique de Kapichira a été gravement endommagé en raison des crues soudaines ce qui incité le gouvernement du Malawi à déclarer l'état de catastrophe naturelle.

### Cyclone tropical intenseBatsirai
Le système s'est formé à partir d'une perturbation tropicale détectée le 24 janvier. Son intensité a fluctué mais il est devenu une tempête tropicale modérée le 27 janvier. Il s'est intensifié ensuite de manière inattendue en un cyclone tropical intense avant de faiblir au cours des jours suivants en raison du cisaillement du vent et de l'air sec le long de sa trajectoire.
Il a de nouveau rencontré des conditions beaucoup plus favorables et s'est rapidement intensifié en un cyclone équivalent à un ouragan de catégorie 4 sur l'échelle Saffir-Simpson le 2 février en se dirigeant vers Madagascar. La tempête a subi le lendemain un remplacement de son mur oculaire et a fluctué en intensité avant de toucher terre à Madagascar le 5 février, en tant que cyclone de catégorie 3, puis de s'affaiblir très rapidement en raison du terrain montagneux. Le système est ressorti comme tempête tropicale entre Mozambique et le sud de Madagascar le 7 février, puis s'est transformé en dépression post-tropicale le 8 février.
Du 2 au 4 février, le cyclone touche l'île de La Réunion. Les vents dépassent 150 km/h sur les hauteurs. Les précipitations sont qualifiées d'« exceptionnelles » avec 600 mm dans les cirques et 1 500 mm sur le volcan. L'île Maurice et la Réunion ont subi des dommages relativement mineurs, les pertes agricoles s'élevent quand même à 47 millions € (53,3 millions $US), mais deux personnes ont été tuées. À Madagascar, la tempête a causé d'importants dommages, perturbé considérablement la distribution d'électricité et les communications, et fait 122 morts au moins, 112 000 sinistrés et près de 61 000 déplacés.

### Tempête tropicale modéréeCliff
Le CMRS de La Réunion a commencé à suivre une zone perturbée le 2 février. Elle s'est organisée et devenue un dépression tropicale à 0 h UTC le 4, puis la tempête tropicale modérée Cliff douze heures plus tard. Atteignant son apex à 18 h UTC, elle a ensuite faibli et est devenue une dépression résiduelle le 7 février.
Ayant passé toute sa vie en mer, Cliff n'a eu aucun effet connu.

### Tempête tropicale modéréeDumako
Le 11 février, une perturbation tropicale s'est formée dans le centre de l'océan Indien du Sud, puis a été désignée comme 04. Le lendemain, 12 février, le système s'est intensifié en dépression tropicale. À 6 h UTC le 13 février, la dépression tropicale 04 s'est intensifiée en tempête tropicale modérée et a donc reçu le nom de Dumako. Le système s'est lentement intensifié pour le reste du 13 février et jusqu'à 06h00 UTC le 14 février. Pour le reste du 14 février et jusqu'à avant l'arrivée sur la terre de Madagascar le 15 février, Dumako s'est lentement affaibli. Le système cause la mort de 14 personnes lors de sa traversé de Madagascar.

### Cyclone tropical intenseEmnati
Emnati s'est d'abord développée comme une zone de temps perturbé où elle s'est déplacée vers l'ouest au-dessus des eaux libres de l'océan Indien. Les conditions environnementales ont été jugées marginalement propices à la cyclogénèse tropicale, avec des températures chaudes de surface de la mer proches de 28 °C et un vent vertical faible alors que la perturbation était située à environ 780 km au sud de Diego Garcia,. Le même jour, le JTWC a émis une alerte de formation de cyclone tropical sur le système. À 21 h UTC, il a lancé des avis sur le système et l'a classé cyclone tropical 13S.
Le lendemain, le système s'est organisé en une perturbation tropicale. Le système a continué à s'organiser et à 12 h UTC, le CMRS La Réunion a rehaussé le système à dépression tropicale. Le 17 février, le CMRS a signalé que le système était devenu une tempête tropicale modérée et le Centre consultatif sous-régional sur les cyclones tropicaux à Maurice l'a nommé Emnati,.
Le cyclone est passé au Nord des Mascareignes sans faire de dégât significatif ni de victime. Poursuivant sa route vers Madagascar, il la traversa en direction du Sud-Ouest. Le cyclone toucha terre non loin de l'endroit où Batsirai était passé. Neuf mille personnes ont été évacués préventivement. De nombreuses villes du Sud de l'ile ont été détruites à plus de 80 % alors que 14 morts et plus de 153 400 sinistrés ont été signalés.

### Tempête tropicale modéréeFezile
Le 16 février, la dépression tropicale 19U est passée du bassin de la région australienne dans la région de responsabilité du CMRS de la Réunion et classée comme zone de temps perturbé 06. Le JTWC a publié un bulletin à propos du système indiquant qu'il pourrait s'intensifier. Tard le 17 février, le service météorologique de Maurice a nommé le système tempête tropicale Fezile. Il a culminé le 18 comme une tempête tropicale modérée bien à l'Est de Maurice. Le système a tourné vers le Sud le même jour et est devenu extratropical sans faire de dégâts.

### Cyclone tropical intenseVernon
Vernon s'est formé dans la zone de responsabilité de l'Australie. Le 26 février, il est entré dans la zone de responsabilité du CMRS de La Réunion comme un cyclone tropical intense, avec des vents soutenus maximum sur 10 minutes de 195 km/h et une pression centrale de 950 hPa. Le JTWC a rapporté par la suite que le cyclone avait atteint l'équivalent d'un ouragan de catégorie 4 sur l'échelle de Saffir-Simpson avant de faiblir. Ayant passé sa vie entière en mer, aucun dommages ne lui est associé.

### Tempête tropicale modéréeHuit
Le 23 février, le CMRS de la réunion a commencé à suivre une perturbation tropicale sur l'Est de sa zone de responsabilité. Le 27, le système est devenu une dépression tropicale, numérotée 08. Le système est entré dans un effet Fujiwara avec Vernon et fut absorbé par ce dernier le même jour.
Lors d'une réanalyse météorologique de la saison, le CMRS a rehaussé le système à tempête tropicale modérée sans lui donner de nom.

### Cyclone tropical intenseGombe
Le 5 mars, une zone d'intérêt, identifiée comme 97S par le JTWC, se déplaçait lentement vers l'ouest au large des Mascareignes. Le système s'est progressivement organisé en faisant une boucle et est devenu une dépression tropicale selon le CMRS de La Réunion le 7 mars. Des images satellites dans le domaine micro-onde montrèrent un noyau faible mais défini en son centre quand elle est devenue la tempête tropicale modérée Gombe le lendemain. Celle-ci a ensuite touché le nord de Madagascar après quoi elle a perdu la majeure partie de sa convection.
Cependant, son centre est resté intact lors de son passage à travers le pays. Tard le 8 mars, Gombe a quitté l'île et sa convection reprit alors qu'il entrait dans l'environnement chaud, à faible cisaillement et humide du canal du Mozambique. À 6 h UTC le 10, Gombe fut reclassé en cyclone tropical de catégorie 1 alors que le système était à mi-chemin entre Madagascar et le Mozambique. À 21 h UTC, un œil est apparu et le CMRS l'a reclassé en cyclone tropical intense avec des vents soutenus sur 10 minutes de 165 km/h. De son côté, le JTWC estimait les vents soutenus sur une minute à 185 km/h, ce qui en faisait un cyclone équivalent à un ouragan catégorie 3.
Entre 0 et 6 h UTC le 11 mars, Gombe a touché la côte dans le district de Mossuril, province de Nampula au Mozambique, et a faibli rapidement,. Six heures plus tard, les vents soutenus étaient déjà tombés à 65 km/h et le CMRS en faisait une dépression sur terre. Le système a continué de s'affaiblir en se dirigeant vers le Malawi et le 13 au matin n'était plus bien structuré. Les restes ont ensuite dérivé sur le canal du Mozambique, donnant de fortes pluies sur certaines régions du Mozambique, avant de redevenir temporairement une dépression tropicale le 17 mars puis de retourner sur terre.
Au 13 mars, le passage sur Madagascar a causé la mort de 2 personne et fait 935 sinistrés. Au Malawi, des dégâts aux infrastructures par les fortes pluies ont été signalés dans 10 districts et au moins 7 personnes sont mortes dans le pays.
Au Mozambique, dans les provinces de Nampula et de Zambézie, les vents ont renversé des arbres, arraché les toits de bâtiments publics, coupé l'électricité et le téléphone, rendant difficile la communication dans les zones d'impact. Il est également tombé jusqu'à 200 mm en 24 heures, sur ces provinces et celles environnantes, et selon les autorités locales cela amena une augmentation des niveaux d'eau sur les bassins hydrographiques et  une forte probabilité d'inondations graves. Plus de 400 000 personnes ont été sinistrés selon le Bureau de la coordination des affaires humanitaires des Nations unies alors qu'au moins 53 décès ont été signalés ainsi que plus de 82 blessés,.

### Cyclone tropical intenseHalima
Une perturbation tropicale est entrée dans l'extrême nord-est du bassin couvert par le CMRS de la Réunion le 20 mars et le premier bulletin du centre fut émis le lendemain à 12 h UTC. Vingt-quatre heures plus tard, le système s'était suffisamment organisé pour devenir une dépression tropicale.
Tôt le 23, le système fut reclassé tempête tropicale modérée et nommée Halima à 2 375 km l'est-nord-est de La Réunion. À 18 h UTC le lendemain, le CMRS l'a reclassé cyclone tropical et il se dirigeait toujours lentement vers l'ouest-sud-ouest. Six heures plus tard, Halima atteignait l'équivalent de la catégorie 2 dans l'échelle de Saffir-Simpson selon le Joint Typhoon Warning Center (JTWC).
À 6 h UTC le 25 mars, le CMRS rehaussa Halima à cyclone tropical intense avec des vents soutenus équivalents à un ouragan de catégorie 4 alors que le système était à 2 000 km de la Réunion et tournait vers le Sud. Le système est resté un certain temps à cette intensité mais 30 heures plus tard, Halima est redevenue une forte tempête tropicale selon le CMRS de La Réunion, équivalent à un ouragan de catégorie 1 selon le JTWC, se dirigeant vers le sud-sud-est. Le 27 mars, Halima a continué de faiblir pour devenir une tempête modérée et tourner vers l'Est.
Le 29, le système a tourné vers le nord pour amorcer une boucle dans le sens des aiguilles d'une montre et à 0 h UTC le 1er avril, le CMRS a déclassé Halima en dépression résiduelle à près de 3 000 km à l'Est de La Réunion. Six heures plus tard, le CMRS a émis son dernier bulletin pour ce système en dissipation et qui n'a jamais touché de zones habitées.

### Dépression subtropicaleIssa
Le 11 avril, une zone de basse pression s'est développée près de la côte sud-est de l'Afrique du Sud à partir de l'instabilité causée par un creux barométrique d'altitude et d'air chaud près de la surface déjà présents depuis le 8 avril. Avec des températures océaniques chaudes et un faible cisaillement du vent, cette dépression coupée a développé des orages intenses qui se sont enroulés autour d'une circulation serrée et ont fait tomber de fortes pluies dans l'est de l'Afrique du Sud. Le 12 avril, le CMRS de La Réunion a désigné le système comme la dépression subtropicale Issa. Cette dernière s'est déplacée ensuite lentement le long de la côte en faiblissant et le CMRS a émis son dernier bulletin à 12 h UTC le 13 avril, précisant que la dépression résiduelle s'éloignerait vers le sud-est au cours des jours suivants.
Même après être devenue subtropicale, Issa a continué à donner plus de 100 mm en 6 heures et des rafales jusqu'à 80 km/h sur la frange littorale des provinces du Cap-Oriental et du KwaZulu-Natal. Certaines régions ont vu des mois de pluie tomber en une seule journée. Les précipitations les plus intenses sont tombées dans les municipalités d'eThekwini, d'ILembe et d'Ugu. Au cours de la période du 8 au 12 avril, les zones côtières enregistrèrent plus de 200 mm de pluie et en 24 heures, du 11 au 12, l’aéroport de Virginia de Durban a enregistré 304 mm.
Ces pluies ont provoqué des inondations et des glissements de terrain en Afrique du Sud, tuant près de 450 personnes dans la province de KwaZulu-Natal (la plupart à Durban) et causant pour des centaines de millions en dégâts en plus de faire près de 41 000 sinistrés,. Les stations de distributions d'électricité et d'eau ont été inondées, les communications ont été perturbées alors que plus de 900 tours de téléphonie cellulaire étaient en panne, les glissements de terrain ont piégé les gens sous les bâtiments, certaines parties de l'autoroute N3 qui relie Durban à la province de Gauteng ont été bloquées. Les routes ont été transformées en rivières et la compagnie ferroviaire publique Passenger Rail Agency of South Africa (PRASA) a annoncé la suspension de ses services dans la région, en raison de glissements de terrain et de gravats sur les voies.

### Forte tempête tropicaleJasmine
Une zone orageuse est passée au nord de Madagascar et à 6 h UTC le 22 avril 2022, le CMRS de la Réunion a émis un premier bulletin pour une perturbation identifiée comme Douze près des Comores. Le JTWC a également publié un bulletin non officiel sur le système lui assignant le titre Invest 97S. Le système atteignit plus tard le statut de dépression tropicale.
La dépression a touché terre dans la province de Nampula, au Mozambique le 23 avril. Retournant dans le canal du Mozambique en direction sud-est, le système s'est intensifiée et a atteint le statut de tempête tropicale modérée, puis forte, le 24, gagnant ainsi le nom de Jasmine. En approchant de la côte sud-ouest de Madagascar le 25, Jasmine a presque atteint le seuil de cyclone tropical avant de faiblir légèrement. Le 26 avril vers 15 h UTC, elle a touchée terre dans la région de Tuléar donnant des rafales jusqu'à 130 km/h et de 100 à 150 mm de pluie en traversant le sud de l'île tout en faiblissant rapidement. Le CMRS a émis son dernier bulletin à 0 h UTC le 27 alors que la faible dépression résiduelle était pour ressortir sur l'océan Indien pour s'y dissiper en se dirigeant à l'ouest des Mascareignes.
Jasmine a causé d’importants dégâts lors de son passage à Toliara, capitale de la région d'Atsimo-Andrefana. Les rafales de plus de 100 km/h ont emporté des toits, des poteaux électriques et des arbres. Les autres grandes villes de la région sud de Madagascar, comme Betioky ou Betroka, ont été moins touchées alors que le système affaiblissait avant d'y arriver. Les autorités ont dénombrées 5 maisons complètement détruites et 302 autres endommagées, 37 salles de classe détruites et 114 endommagées ainsi que plus de 6 900 élèves privés de cours. Les routes ont également été coupées dont celle entre les districts de Benenitra et Bezaha.
Au moins cinq personnes sont mortes, sept sont portées disparues, au moins cinq sont blessées et plus de 2 246 sont sinistrées.

### Forte tempête tropicaleKarim
Le Bureau of Meteorology (BOM) australien et le CMRS de la Réunion ont suivi durant plusieurs jours une zone orageuse à la limite de leurs zones de responsabilité respectives. Le 6 mai, une dépression tropicale s'est formée bien au nord-ouest des îles Cocos et fut désignée 36U par le BOM. Les deux centres et le JTWC ont rapporté que le système évoluait dans des eaux très chaudes (31 °C) et se déplaçait vers le sud-sud-est de telle sorte qu'il est devenu la tempête tropicale modérée Karim tôt le 7 mai. Le même jour, Karim est passé à l'est de 90 ° Est dans la zone du BOM et le CMRS de la Réunion a cessé ses bulletins.
Au matin du 9 mai, la tempête a atteint le niveau de cyclone catégorie 2 de l'échelle australienne, soit celui de forte tempête tropicale dans l'échelle du CMRS de La Réunion,. Les conditions atmosphériques se détériorant ensuite, Karim a faibli et est finalement devenu un cyclone post-tropical le 11 mai à 830 km au sud des îles Cocos. Le BOM a cessé ses bulletins cycloniques pour cette dépression qui a errée encore quelques jours dans le même secteur.
Karim ne s'est jamais approché des terres et n'a causé aucun dégât.